# Wladimir Jurjewitsch Baskakow
Wladimir Jurjewitsch Baskakow (* 1954) ist ein russischer Psychologe und Psychotherapeut, der die Thanatotherapie entwickelt hat. Es handelt sich um eine Form der Körpertherapie. 
Baskakow ist der Gründer und erste Präsident des Verbandes der körperorientierten Psychotherapeuten in Russland und Mitglied des Europäischen Verbandes der körperorientierten Psychotherapeuten (EABP).  Früher war er Leiter des psychologischen Teams des Marineministeriums der UdSSR sowie Mitglied des Komitees für Körperkultur des staatlichen Sportkomitees der UdSSR. Seit 2002 ist er Direktor seines eigenen Instituts für Thanatotherapie in Moskau.
| Personendaten    | Personendaten                             |
| ---------------- | ----------------------------------------- |
| NAME             | Baskakow, Wladimir Jurjewitsch            |
| KURZBESCHREIBUNG | russischer Psychologe und Psychotherapeut |
| GEBURTSDATUM     | 1954                                      |